# Härryda (commune)
La commune de Härryda est une commune suédoise du comté de Västra Götaland, peuplée d'environ 38 120 habitants (2020). Son chef-lieu se situe à Mölnlycke.

## Localités principales
- Benareby
- Björröd
- Eskilsby och Snugga
- Hällingsjö
- Härryda
- Hindås
- Landvetter
- Mölnlycke
- Nya Långenäs
- Rävlanda
- Rya
- Stora Bugärde
- Tahult